# Рестігуш
Графство Рестігуш (англ. Restigouche) — графство в Канаді, у провінції Нью-Брансвік.

## Населення
За даними перепису 2016 року, графство нараховувало 30955 жителів, показавши скорочення на 5%, порівняно з 2011-м роком. Середня густина населення становила 3,6 осіб/км².
З офіційних мов обидвома одночасно володіли 15 605 жителів, тільки англійською — 7 060, тільки французькою — 7 490, а 5 — жодною з них. Усього 215 осіб вважали рідною мовою не одну з офіційних, з них 20 — одну з корінних мов.
Працездатне населення становило 54,6% усього населення, рівень безробіття — 15,6% (20,5% серед чоловіків та 10,5% серед жінок). 90,5% були найманими працівниками, 7,3% — самозайнятими.
Середній дохід на особу становив $34 457 (медіана $28 018), при цьому для чоловіків — $40 174, а для жінок $29 000 (медіани — $34 097 та $22 995 відповідно).
23,4% мешканців мали закінчену шкільну освіту, не мали закінченої шкільної освіти — 31%, 45,6% мали післяшкільну освіту, з яких 21,5% мали диплом бакалавра, або вищий, 25 осіб мали вчений ступінь.
| Статево-вікова структура населення | Статево-вікова структура населення | Статево-вікова структура населення | Статево-вікова структура населення | Статево-вікова структура населення |
| ---------------------------------- | ---------------------------------- | ---------------------------------- | ---------------------------------- | ---------------------------------- |
|                                    |                                    |                                    |                                    |                                    |
| Всього                             | Всього                             | 49,0%51,0%                         |                                    |                                    |
| 0 — 14 років                       | 0 — 14 років                       |                                    | 12%                                | 12%                                |
| 15 — 64 років                      | 15 — 64 років                      |                                    | 63,6%                              | 63,6%                              |
| 65 і більше                        | 65 і більше                        |                                    | 24,4%                              | 24,4%                              |
| 85 і більше                        | 85 і більше                        |                                    | 2,9%                               | 2,9%                               |
| 100 і більше                       | 100 і більше                       |                                    | 0%                                 | 0%                                 |
| Середній вік (років)               | Середній вік (років)               | 46,548,3                           | 47,4                               | 47,4                               |
| Медіана (років)                    | Медіана (років)                    | 51,252,1                           | 51,7                               | 51,7                               |
| — чоловіки — жінки                 |                                    |                                    |                                    |                                    |

| Походження мешканців:     | Походження мешканців:     | Походження мешканців: | Походження мешканців: | Походження мешканців: |
| ------------------------- | ------------------------- | --------------------- | --------------------- | --------------------- |
| Походження                |                           |                       | осіб                  | %                     |
| Корінні американці        | Корінні американці        |                       | 2 735                 | 9.13%                 |
| Інше північноамериканське | Інше північноамериканське |                       | 21 475                | 71.71%                |
| Європейське               | Європейське               |                       | 13 355                | 44.6%                 |
| британське                | британське                |                       | 7 405                 | 24.73%                |
| французьке                | французьке                |                       | 8 615                 | 28.77%                |
| українське                | українське                |                       | 25                    | 0.08%                 |
| Карибське                 | Карибське                 |                       | 80                    | 0.27%                 |
| Латинськоамериканське     | Латинськоамериканське     |                       | 25                    | 0.08%                 |
| Африканське               | Африканське               |                       | 140                   | 0.47%                 |
| Азійське                  | Азійське                  |                       | 280                   | 0.94%                 |

| Зайнятість населення за галузями (за класифікацією NOC): | Зайнятість населення за галузями (за класифікацією NOC): | Зайнятість населення за галузями (за класифікацією NOC): | Зайнятість населення за галузями (за класифікацією NOC): | Зайнятість населення за галузями (за класифікацією NOC): |
| -------------------------------------------------------- | -------------------------------------------------------- | -------------------------------------------------------- | -------------------------------------------------------- | -------------------------------------------------------- |
|                                                          |                                                          |                                                          |                                                          |                                                          |
| Управління                                               | Управління                                               |                                                          | 7,4%                                                     | 7,4%                                                     |
| Бізнес, фінанси та адміністрування                       | Бізнес, фінанси та адміністрування                       |                                                          | 11%                                                      | 11%                                                      |
| Природничі та прикладні науки                            | Природничі та прикладні науки                            |                                                          | 3,2%                                                     | 3,2%                                                     |
| Охорона здоров'я                                         | Охорона здоров'я                                         |                                                          | 11,9%                                                    | 11,9%                                                    |
| Освіта, правозахист, муніципальні та урядові служби      | Освіта, правозахист, муніципальні та урядові служби      |                                                          | 10,8%                                                    | 10,8%                                                    |
| Мистецтво, культура, відпочинок та спорт                 | Мистецтво, культура, відпочинок та спорт                 |                                                          | 1,2%                                                     | 1,2%                                                     |
| Роздрібна торгівля та послуги                            | Роздрібна торгівля та послуги                            |                                                          | 23,4%                                                    | 23,4%                                                    |
| Гуртова торгівля, транспорт та обладнання                | Гуртова торгівля, транспорт та обладнання                |                                                          | 18,8%                                                    | 18,8%                                                    |
| Природні ресурси, сільське господарство                  | Природні ресурси, сільське господарство                  |                                                          | 5,3%                                                     | 5,3%                                                     |
| Виробництво                                              | Виробництво                                              |                                                          | 7,2%                                                     | 7,2%                                                     |

## Населені пункти
До графства входять місто Кемпбеллтон, містечка Делгаузі, Сен-Кантен, парафії Бальморал, Дарем, Делгаузі, Еддінгтон, Елдон, Колборн, Сен-Кантен, села Атолвілл, Бальморал, Белльдюн, Іл-Рівер-Кроссін, Тайд-Гед, Шарлоу, сільська община Кеджвік, індіанські резервації Іл-Рівер 3, Індіан-Ренч, а також хутори, інші малі населені пункти та розосереджені поселення.

## Клімат
Середня річна температура становить 2,3°C, середня максимальна – 20,7°C, а середня мінімальна – -20,8°C. Середня річна кількість опадів – 1 091 мм.
| Клімат поселення                              | Клімат поселення | Клімат поселення | Клімат поселення | Клімат поселення | Клімат поселення | Клімат поселення | Клімат поселення | Клімат поселення | Клімат поселення | Клімат поселення | Клімат поселення | Клімат поселення | Клімат поселення |
| Показник                                      | Січ.             | Лют.             | Бер.             | Квіт.            | Трав.            | Черв.            | Лип.             | Серп.            | Вер.             | Жовт.            | Лист.            | Груд.            |                  |
| Середній максимум, °C                         | −7,92            | −6,52            | 0,06             | 6,96             | 14,70            | 20,22            | 20,65            | 20,27            | 14,50            | 8,62             | 2,34             | −5,66            |                  |
| Середня температура, °C                       | −14,39           | −13              | −6,4             | 0,51             | 8,25             | 13,76            | 17,02            | 16,64            | 10,86            | 5,00             | −1,32            | −9,3             |                  |
| Середній мінімум, °C                          | −20,84           | −19,45           | −12,86           | −5,97            | 1,78             | 7,29             | 13,39            | 13,00            | 7,23             | 1,36             | −4,94            | −12,92           |                  |
| Норма опадів, мм                              | 87               | 67               | 70               | 64               | 92               | 102              | 124              | 107              | 94               | 97               | 96               | 91               |                  |
| Середньомісячна швидкість вітру, м/с          | 3.96             | 4.02             | 4.15             | 3.91             | 3.60             | 3.23             | 2.90             | 2.86             | 3.15             | 3.50             | 3.70             | 3.82             |                  |
| Середньомісячна сонячна радіація, кДж/м²·день | 4944             | 8249             | 12127            | 15756            | 18307            | 20084            | 19409            | 17063            | 12392            | 7569             | 4472             | 3678             |                  |
| --------------------------------------------- | ---------------- | ---------------- | ---------------- | ---------------- | ---------------- | ---------------- | ---------------- | ---------------- | ---------------- | ---------------- | ---------------- | ---------------- | ---------------- |
| Джерело:                                      |                  |                  |                  |                  |                  |                  |                  |                  |                  |                  |                  |                  |                  |